# Vittoria Risi
Vittoria Risi (Pellestrina di Venezia, 3 novembre 1978) è un'attrice pornografica italiana.

## Biografia
Dopo il diploma d'Istituto d'arte e il diploma all'Accademia di belle arti, intraprende la carriera di agente immobiliare per diversi anni nella sua città natale ossia Venezia.
Decide di abbandonare questa carriera lavorativa per dedicarsi ad altro, in particolare alla pittura e all'attività di attrice pornografica. È stata la compagna di Vittorio Sgarbi. È inoltre una grande tifosa della Juventus.

### Carriera nel porno
Nel 2006 contatta il sito pornografico "Delta di Venere" per esprimere il proprio interesse al mondo del porno, che la fa quindi partecipare al Mi-Sex del 2007: soddisfatta dell'evento firma un contratto con la casa di produzione MGR Communications, che le permette di esordire nel settore del cinema porno con il suo primo film, Barcelona in love, prodotto nello stesso anno e pubblicato a febbraio 2008. Il secondo film è Le mie storie intime; il terzo, Il piacere del peccato, viene girato a Santo Domingo.

Il nome scelto inizialmente per la carriera nel porno è Vittoria Guidi, un cognome veneto; a causa delle sue conoscenze nel mondo della pittura sceglie di cambiarne il cognome, per evitare ripercussioni a causa della forte somiglianza con il nome del pittore Virgilio Guidi: viene scelto il cognome Risi, per assonanza al cognome precedente.
Nel giugno 2008 è tra i protagonisti, come attrice, della docu-fiction “Ciak, si giri!” prodotta da Sky Italia, che mostra i retroscena delle produzioni dei film in Europa.
Nel 2010 interpreta Moana Pozzi nel film hard “I segreti di Moana” di Riccardo Schicchi. Diventa sempre più conosciuta, e data la sua sensualità è stata definita "la Jessica Rabbit veneziana".
Nel 2013 esordisce in una produzione statunitense, nel film Gape in Italy diretto dal regista Omar Galanti per Evil Angel. Sulla caviglia destra ha tatuato un fiore.

### Arte, televisione, eventi
Partecipa ad alcune trasmissioni televisive come Artù, Iride (intervistata durante un corso di burlesque), Ciao Darwin (sfilando in intimo nella puntata “Micro vs Macro”), Stracult e il programma di candid camera erotiche Sexy Angels di Comedy Central.
Nel febbraio del 2009 è madrina della Fiera del Gioco e del Gusto al Carnevale di Venezia, sfilando sul Canal Grande e interpretando la figura di Veronica Franco, cortigiana e poetessa veneziana.
Nel mese di agosto 2010, nominato sovrintendente al Polo Museale di Venezia, Vittorio Sgarbi propone di affiancare 3 riproduzioni umane di altrettante opere del Giorgione per lanciare la riapertura di Palazzo Grimani e la mostra sull'artista: vengono scelti i quadri La Vecchia e La Tempesta, e la pornostar Vittoria Risi è la partner del quadro La Nuda.
Nel 2011 partecipa alla 54ª edizione della Biennale di Venezia posando nuda nell'installazione di Gaetano Pesce, opera facente parte del "Padiglione Italia" curato da Vittorio Sgarbi.

## Filmografia
- Barcelona in Love (2008)
- Diavolo Sveste Praga (2008)
- Fantasie Anali 2 (2008)
- James Bondage (2008)
- Mie Storie Intime (2008)
- Piacere del Peccato (2008)
- Vampiro e le Succhione (2008)

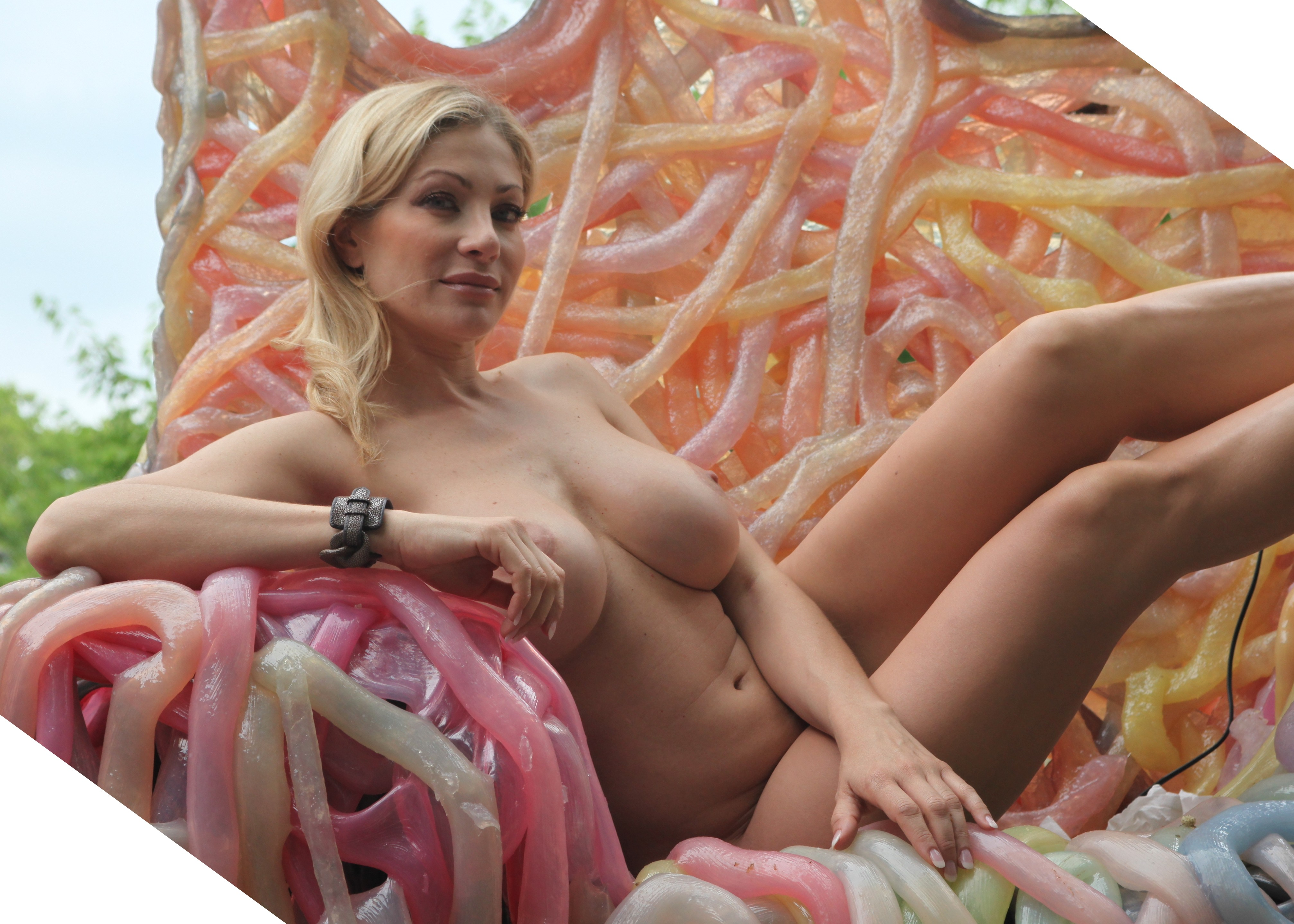
Vittoria Risi nel 2011 alla Biennale di Venezia, nell'installazione artistica realizzata da Gaetano Pesce.

- Zorra la Donna che Voleva Escobar (2008)
- Anal Photoset (2009)
- Da Tronista a Trombista (2009)
- Porno truffa sul web (2009)
- Dott. Max Star e Starlette (2010)
- Natura delle Donne (2010)
- Segreti di Moana (2010)
- Women: Confessioni Perverse (2010)
- Cathouse '45 (2011)
- Io Vittoria (2011)
- Lo Voglio Nero e Grosso (2011)
- Glamour Dolls 8 (2012)
- Hot Therapy (2012)
- Sex Fashion (2012)
- Signore Insaziabili (2012)
- TS Pussy Hunters 27098 (2012)
- Vita in Vendita 1 (2012)
- Vita in Vendita 3 (2012)
- Ass Fucked by a Black Guy (2013)
- Cayenne Loves Rocco (2013)
- Dirty Anal MILFs 2 (2013)
- Gape in Italy (2013)
- Glory Hole Casting (2013)
- Relazioni Segrete (2013)
- Rocco's Psycho Teens 6 (2013)
- Sofia Cucci e Vittoria Risi (2013)
- Vittoria Risi Live Show (2013)
- Dea del Piacere (2014)
- I'll Teach You How To Fuck My Ex (2014)
- Infinito Desiderio Anale (2014)
- S.P.A. del Piacere Anale (2014)
- She Is Maid Of Ass (2014)
- Vittoria Risi Live XXX (2014)
- Vittoria Risi With Shemales (2014)
- Inconfessabili Desideri (2015)
- Italian Pornstar Vittoria Risi Fucked by Mireja (2015)
- Italian She Male 43 (2015)
- Italian She Male 44 (2015)
- Nel Mio Caldo Letto Tutto si Puo (2015)
- Doppio piacere anale (2016)
- Sesso Proibito (2016)
- Sofia Loves Her Friends 5 (2016)
- Viziose e... indecenti (2016)
- Dolce Vita Anale (2017)
- Horny and Indecent Vittoria Risi (2017)
- Nuove Avventure di Vittoria (2017)
- Rocco's Best MILFs (2017)
- Taking It In The Ass 3 (2017)

## Televisione
- 2008 Ciak, si giri! (Comedy Central)
- 2009 Artù (Rai 2)
- 2009 Iride (La 7)
- 2009 Sugo - 60 minuti di gusto e disgusto (Rai 4)
- 2010 Le Iene (Italia 1)
- 2010 Chiambretti Night (Italia 1)
- 2011 Ciao Darwin (Canale 5)
- 2011 Le Iene (Canale 5)
- 2011 Matrix (Canale 5)
- 2011 Niente di personale (La 7)
- 2011 Crash - Contatto, impatto, convivenza (Rai 3)
- 2012 Stracult (Rai 2)
- 2012 Sexy Angels (Comedy Central)
- 2012 Sex Educational Show (Comedy Central)
- 2013 Aggratis! (Rai 2)
- 2016 Le Iene (Italia 1)
- 2017 Le Iene (Italia 1)
- 2018 Le Iene (Italia 1)